# Benjamin Stich
Benjamin Stich (* 1980 in Heidenheim an der Brenz) ist ein deutscher Agrarbiologe und Hochschullehrer.

## Leben
Von 2000 bis 2004 Studium der Agrarbiologie an der Universität Hohenheim. Nach dem Abschluss der Doktorarbeit 2007 am Institut für Pflanzenzüchtung, Saatgutforschung und Populationsgenetik an der Universität Hohenheim und der Habilitation 2010 war er ab 2015 Außerplanmäßiger Professor an der Universität Hohenheim und Leiter der unabhängigen Forschergruppe „Quantitative Crop Genetics“ am Max-Planck-Institut für Pflanzenzüchtungsforschung in Köln. 2023 übernahm er die Leitung im "Institut für Züchtungsforschung an Landwirtschaftlichen Kulturen" des Julius-Kühn-Instituts (JKI) in Groß Lüsewitz und hat seitdem auch die Professur für „Züchterische Nutzbarmachung pflanzengenetischer Ressourcen“ an der Agrar- und Umweltwissenschaftlichen Fakultät der Universität Rostock inne.